# Let It Go (James Bay)
"Let It Go" is een nummer van de Britse zanger James Bay. Het kwam in Engeland uit op 12 mei 2014 als de eerste single van Bay's extended play met dezelfde naam. Ook staat het nummer op zijn eerste studioalbum Chaos and the Calm, dat in 2015 uitkwam. Het nummer is geschreven door Bay samen met Paul Barry en is geproduceerd door Jacquire King.

## Achtergrondinformatie
Het nummer kwam opnieuw uit in maart 2015 na het grote succes van "Hold Back the River" en piekte op de tiende plek in de Engelse hitlijsten. "Let It Go" werd ook een groot succes in Australië en Nieuw-Zeeland: in Australië piekte het nummer op de achtste plek en in Nieuw-Zeeland op plek nummer 24. Een remix van Jack Steadman verscheen in 2015.

## Tracklijst
| Nr. | Titel                          | Duur |
| --- | ------------------------------ | ---- |
| 1.  | Let It Go                      | 4:21 |
| 2.  | If You Ever Want to Be in Love | 3:59 |
| 3.  | Heavy Handed                   | 3:29 |
| 4.  | Hear You Heart                 | 3:02 |
| 5.  | Running                        | 3:37 |

## Hitnoteringen

### Nederlandse Top 40
| Hitnotering: 23-05-2015 t/m 17-10-2015 | Hitnotering: 23-05-2015 t/m 17-10-2015 | Hitnotering: 23-05-2015 t/m 17-10-2015 | Hitnotering: 23-05-2015 t/m 17-10-2015 | Hitnotering: 23-05-2015 t/m 17-10-2015 | Hitnotering: 23-05-2015 t/m 17-10-2015 | Hitnotering: 23-05-2015 t/m 17-10-2015 | Hitnotering: 23-05-2015 t/m 17-10-2015 | Hitnotering: 23-05-2015 t/m 17-10-2015 | Hitnotering: 23-05-2015 t/m 17-10-2015 | Hitnotering: 23-05-2015 t/m 17-10-2015 | Hitnotering: 23-05-2015 t/m 17-10-2015 | Hitnotering: 23-05-2015 t/m 17-10-2015 |
| Week:                                  | 1                                      | 2                                      | 3                                      | 4                                      | 5                                      | 6                                      | 7                                      | 8                                      | 9                                      | 10                                     | 11                                     | 12                                     |
| -------------------------------------- | -------------------------------------- | -------------------------------------- | -------------------------------------- | -------------------------------------- | -------------------------------------- | -------------------------------------- | -------------------------------------- | -------------------------------------- | -------------------------------------- | -------------------------------------- | -------------------------------------- | -------------------------------------- |
| Positie:                               | 24                                     | 23                                     | 18                                     | 18                                     | 22                                     | 22                                     | 20                                     | 18                                     | 18                                     | 19                                     | 19                                     | 18                                     |
| Week:                                  | 13                                     | 14                                     | 15                                     | 16                                     | 17                                     | 18                                     | 19                                     | 20                                     | 21                                     | 22                                     |                                        |                                        |
| Positie:                               | 19                                     | 19                                     | 20                                     | 22                                     | 23                                     | 25                                     | 26                                     | 29                                     | 35                                     | 39                                     | uit                                    |                                        |

### NederlandseSingle Top 100
| Hitnotering (Week 1 en 2): 24-01-2015 t/m 31-01-2015 Hitnotering (Week 3): 14-02-2015 Hitnotering (Week 4 t/m 46): 28-02-2015 t/m 19-12-2015 Hitnotering (Week 47 t/m 63): 09-01-2016 t/m 30-04-2016 | Hitnotering (Week 1 en 2): 24-01-2015 t/m 31-01-2015 Hitnotering (Week 3): 14-02-2015 Hitnotering (Week 4 t/m 46): 28-02-2015 t/m 19-12-2015 Hitnotering (Week 47 t/m 63): 09-01-2016 t/m 30-04-2016 | Hitnotering (Week 1 en 2): 24-01-2015 t/m 31-01-2015 Hitnotering (Week 3): 14-02-2015 Hitnotering (Week 4 t/m 46): 28-02-2015 t/m 19-12-2015 Hitnotering (Week 47 t/m 63): 09-01-2016 t/m 30-04-2016 | Hitnotering (Week 1 en 2): 24-01-2015 t/m 31-01-2015 Hitnotering (Week 3): 14-02-2015 Hitnotering (Week 4 t/m 46): 28-02-2015 t/m 19-12-2015 Hitnotering (Week 47 t/m 63): 09-01-2016 t/m 30-04-2016 | Hitnotering (Week 1 en 2): 24-01-2015 t/m 31-01-2015 Hitnotering (Week 3): 14-02-2015 Hitnotering (Week 4 t/m 46): 28-02-2015 t/m 19-12-2015 Hitnotering (Week 47 t/m 63): 09-01-2016 t/m 30-04-2016 | Hitnotering (Week 1 en 2): 24-01-2015 t/m 31-01-2015 Hitnotering (Week 3): 14-02-2015 Hitnotering (Week 4 t/m 46): 28-02-2015 t/m 19-12-2015 Hitnotering (Week 47 t/m 63): 09-01-2016 t/m 30-04-2016 | Hitnotering (Week 1 en 2): 24-01-2015 t/m 31-01-2015 Hitnotering (Week 3): 14-02-2015 Hitnotering (Week 4 t/m 46): 28-02-2015 t/m 19-12-2015 Hitnotering (Week 47 t/m 63): 09-01-2016 t/m 30-04-2016 | Hitnotering (Week 1 en 2): 24-01-2015 t/m 31-01-2015 Hitnotering (Week 3): 14-02-2015 Hitnotering (Week 4 t/m 46): 28-02-2015 t/m 19-12-2015 Hitnotering (Week 47 t/m 63): 09-01-2016 t/m 30-04-2016 | Hitnotering (Week 1 en 2): 24-01-2015 t/m 31-01-2015 Hitnotering (Week 3): 14-02-2015 Hitnotering (Week 4 t/m 46): 28-02-2015 t/m 19-12-2015 Hitnotering (Week 47 t/m 63): 09-01-2016 t/m 30-04-2016 | Hitnotering (Week 1 en 2): 24-01-2015 t/m 31-01-2015 Hitnotering (Week 3): 14-02-2015 Hitnotering (Week 4 t/m 46): 28-02-2015 t/m 19-12-2015 Hitnotering (Week 47 t/m 63): 09-01-2016 t/m 30-04-2016 | Hitnotering (Week 1 en 2): 24-01-2015 t/m 31-01-2015 Hitnotering (Week 3): 14-02-2015 Hitnotering (Week 4 t/m 46): 28-02-2015 t/m 19-12-2015 Hitnotering (Week 47 t/m 63): 09-01-2016 t/m 30-04-2016 | Hitnotering (Week 1 en 2): 24-01-2015 t/m 31-01-2015 Hitnotering (Week 3): 14-02-2015 Hitnotering (Week 4 t/m 46): 28-02-2015 t/m 19-12-2015 Hitnotering (Week 47 t/m 63): 09-01-2016 t/m 30-04-2016 | Hitnotering (Week 1 en 2): 24-01-2015 t/m 31-01-2015 Hitnotering (Week 3): 14-02-2015 Hitnotering (Week 4 t/m 46): 28-02-2015 t/m 19-12-2015 Hitnotering (Week 47 t/m 63): 09-01-2016 t/m 30-04-2016 | Hitnotering (Week 1 en 2): 24-01-2015 t/m 31-01-2015 Hitnotering (Week 3): 14-02-2015 Hitnotering (Week 4 t/m 46): 28-02-2015 t/m 19-12-2015 Hitnotering (Week 47 t/m 63): 09-01-2016 t/m 30-04-2016 | Hitnotering (Week 1 en 2): 24-01-2015 t/m 31-01-2015 Hitnotering (Week 3): 14-02-2015 Hitnotering (Week 4 t/m 46): 28-02-2015 t/m 19-12-2015 Hitnotering (Week 47 t/m 63): 09-01-2016 t/m 30-04-2016 | Hitnotering (Week 1 en 2): 24-01-2015 t/m 31-01-2015 Hitnotering (Week 3): 14-02-2015 Hitnotering (Week 4 t/m 46): 28-02-2015 t/m 19-12-2015 Hitnotering (Week 47 t/m 63): 09-01-2016 t/m 30-04-2016 | Hitnotering (Week 1 en 2): 24-01-2015 t/m 31-01-2015 Hitnotering (Week 3): 14-02-2015 Hitnotering (Week 4 t/m 46): 28-02-2015 t/m 19-12-2015 Hitnotering (Week 47 t/m 63): 09-01-2016 t/m 30-04-2016 | Hitnotering (Week 1 en 2): 24-01-2015 t/m 31-01-2015 Hitnotering (Week 3): 14-02-2015 Hitnotering (Week 4 t/m 46): 28-02-2015 t/m 19-12-2015 Hitnotering (Week 47 t/m 63): 09-01-2016 t/m 30-04-2016 | Hitnotering (Week 1 en 2): 24-01-2015 t/m 31-01-2015 Hitnotering (Week 3): 14-02-2015 Hitnotering (Week 4 t/m 46): 28-02-2015 t/m 19-12-2015 Hitnotering (Week 47 t/m 63): 09-01-2016 t/m 30-04-2016 | Hitnotering (Week 1 en 2): 24-01-2015 t/m 31-01-2015 Hitnotering (Week 3): 14-02-2015 Hitnotering (Week 4 t/m 46): 28-02-2015 t/m 19-12-2015 Hitnotering (Week 47 t/m 63): 09-01-2016 t/m 30-04-2016 | Hitnotering (Week 1 en 2): 24-01-2015 t/m 31-01-2015 Hitnotering (Week 3): 14-02-2015 Hitnotering (Week 4 t/m 46): 28-02-2015 t/m 19-12-2015 Hitnotering (Week 47 t/m 63): 09-01-2016 t/m 30-04-2016 | Hitnotering (Week 1 en 2): 24-01-2015 t/m 31-01-2015 Hitnotering (Week 3): 14-02-2015 Hitnotering (Week 4 t/m 46): 28-02-2015 t/m 19-12-2015 Hitnotering (Week 47 t/m 63): 09-01-2016 t/m 30-04-2016 | Hitnotering (Week 1 en 2): 24-01-2015 t/m 31-01-2015 Hitnotering (Week 3): 14-02-2015 Hitnotering (Week 4 t/m 46): 28-02-2015 t/m 19-12-2015 Hitnotering (Week 47 t/m 63): 09-01-2016 t/m 30-04-2016 | Hitnotering (Week 1 en 2): 24-01-2015 t/m 31-01-2015 Hitnotering (Week 3): 14-02-2015 Hitnotering (Week 4 t/m 46): 28-02-2015 t/m 19-12-2015 Hitnotering (Week 47 t/m 63): 09-01-2016 t/m 30-04-2016 |
| Week: | 1 | 2 | | 3 | | 4 | 5 | 6 | 7 | 8 | 9 | 10 | 11 | 12 | 13 | 14 | 15 | 16 | 17 | 18 | 19 | 20 | 21 |
| --- | --- | --- | --- | --- | --- | --- | --- | --- | --- | --- | --- | --- | --- | --- | --- | --- | --- | --- | --- | --- | --- | --- | --- |
| Positie: | 100 | 100 | uit | 97 | uit | 99 | 98 | 97 | 94 | 83 | 78 | 75 | 92 | 86 | 95 | 70 | 44 | 31 | 28 | 27 | 24 | 21 | 16 |
| Week: | 22 | 23 | 24 | 25 | 26 | 27 | 28 | 29 | 30 | 31 | 32 | 33 | 34 | 35 | 36 | 37 | 38 | 39 | 40 | 41 | 42 | 43 | |
| Positie: | 18 | 26 | 22 | 21 | 22 | 24 | 21 | 20 | 15 | 18 | 17 | 19 | 19 | 22 | 23 | 23 | 26 | 31 | 38 | 44 | 56 | 60 | |
| Week: | 44 | 45 | 46 | | 47 | 48 | 49 | 50 | 51 | 52 | 53 | 54 | 55 | 56 | 57 | 58 | 59 | 60 | 61 | 62 | 63 | | |
| Positie: | 68 | 71 | 85 | uit | 73 | 79 | 83 | 87 | 90 | 78 | 88 | 83 | 82 | 66 | 65 | 62 | 55 | 65 | 75 | 81 | 88 | uit | |

### 3FM Mega Top 50
| Hitnotering: 16-05-2015 t/m 31-10-2015 | Hitnotering: 16-05-2015 t/m 31-10-2015 | Hitnotering: 16-05-2015 t/m 31-10-2015 | Hitnotering: 16-05-2015 t/m 31-10-2015 | Hitnotering: 16-05-2015 t/m 31-10-2015 | Hitnotering: 16-05-2015 t/m 31-10-2015 | Hitnotering: 16-05-2015 t/m 31-10-2015 | Hitnotering: 16-05-2015 t/m 31-10-2015 | Hitnotering: 16-05-2015 t/m 31-10-2015 | Hitnotering: 16-05-2015 t/m 31-10-2015 | Hitnotering: 16-05-2015 t/m 31-10-2015 | Hitnotering: 16-05-2015 t/m 31-10-2015 | Hitnotering: 16-05-2015 t/m 31-10-2015 | Hitnotering: 16-05-2015 t/m 31-10-2015 |
| Week:                                  | 1                                      | 2                                      | 3                                      | 4                                      | 5                                      | 6                                      | 7                                      | 8                                      | 9                                      | 10                                     | 11                                     | 12                                     | 13                                     |
| -------------------------------------- | -------------------------------------- | -------------------------------------- | -------------------------------------- | -------------------------------------- | -------------------------------------- | -------------------------------------- | -------------------------------------- | -------------------------------------- | -------------------------------------- | -------------------------------------- | -------------------------------------- | -------------------------------------- | -------------------------------------- |
| Positie:                               | 26                                     | 21                                     | 26                                     | 18                                     | 23                                     | 26                                     | 20                                     | 17                                     | 18                                     | 20                                     | 15                                     | 16                                     | 15                                     |
| Week:                                  | 14                                     | 15                                     | 16                                     | 17                                     | 18                                     | 19                                     | 20                                     | 21                                     | 22                                     | 23                                     | 24                                     | 25                                     |                                        |
| Positie:                               | 18                                     | 22                                     | 16                                     | 22                                     | 22                                     | 19                                     | 22                                     | 29                                     | 30                                     | 33                                     | 38                                     | 47                                     | uit                                    |

### NPO Radio 2 Top 2000
| Nummer met noteringen in de NPO Radio 2 Top 2000 | '15  | '16 | '17  | '18  | '19  | '20  |
| ------------------------------------------------ | ---- | --- | ---- | ---- | ---- | ---- |
| Let It Go                                        | 1039 | 953 | 1447 | 1996 | 1993 | 1833 |

1. ↑  Een vetgedrukt getal geeft de hoogste notering aan.
2. ↑  2015 was het eerste jaar met een notering voor dit nummer.
3. ↑  Deze tabel is bijgewerkt tot en met de laatste editie (2024).

## Releasedata
| Land                | Releasedatum | Formaat        | Label    |
| ------------------- | ------------ | -------------- | -------- |
| Verenigd Koninkrijk | 12 mei 2014  | Muziekdownload | Republic |